# George Fox
George Fox (* Juli 1624 in Drayton-in-the-Clay, Leicestershire, heute Fenny Drayton, England; † 13. Januarjul. / 23. Januar 1691greg. in London) war ein freier Prediger und einer der Gründerväter der Quäker (mit der Eigenbezeichnung: Religiöse Gesellschaft der Freunde).

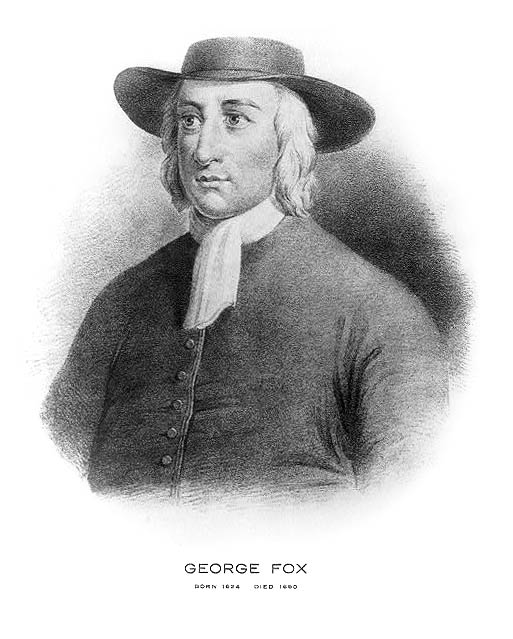
George Fox

## Leben

### Kindheit und Jugend
Fox wurde vermutlich am 1. Julijul. / 11. Juli 1624greg. in Drayton-in the-Clay in Leicestershire geboren. Er entstammte der Familie eines Wollhändlers und wurde später Lehrling eines Schuhmachers und Schafhirte. Von frühester Jugend an nach eigenem Zeugnis (G. Fox: Tagebuch) dem Grübeln über Religionsgegenstände zugewandt, überfielen ihn im Alter von 19 Jahren mystische Visionen und Offenbarungen, die ihn zunächst in eine tiefe spirituelle Krise stürzten. 1647, vier Jahre später, hörte er eine innere Stimme, die ihm sagte: Einen gibt es, der zu deiner Lage sprechen kann, Christus Jesus.

### Beginn der Missionstätigkeit
Fox bewegte sich oft im Umfeld der Seekers, von Menschen, die außerhalb der anglikanischen Staatskirche Gott suchten und einen echten Glauben leben wollten. 1649 trat Fox erstmals öffentlich auf, er predigte auf Felder, Märkten und hielt eine Protest-Ansprache in einer Kirche in Nottingham. Er wurde verhaftet und zum ersten Gefängnisaufenthalt verurteilt wegen angeblicher Gotteslästerung. Schon ein Jahr später wurde er in Derby abermals zu über einem Jahr Gefängnis verurteilt, insgesamt saß er achtmal und für etwa zwei Jahre im Gefängnis. 1651 bot der Staatsmann Oliver Cromwell Fox den Dienst in seiner Armee im Rang eines Hauptmanns an, was er aber ablehnte. Die wohlwollende Haltung Cromwells schützte George Fox in seinem weiteren Leben aber einige Male vor Schlimmerem.
Höchstwahrscheinlich ging der Spottname Quaker (englisch: Zitterer) auf eine Ansprache von Fox zurück. Fox hatte eine sehr bildliche Ausdrucksweise und griff oft auf Metaphern zurück. Hier ein kurzer Auszug aus seinem Tagebuch (in der Übersetzung 1908, Übersetzerin Margaretha Stähelin):
„[...] da trieb es mich zu beten, und die Kraft des Herrn war so mächtig, dass es schien, als ob das ganze Haus erbebte. Als ich geendet, sagten etliche der Frommen, es sei gerade wie in den Tagen der Apostel, da sich ‚das Haus bewegte, in dem sie versammelt waren‘ (Apos. 2,2). [...]“
Die Auftritte von Fox wirkten auf viele sehr charismatisch, andere reizte es dagegen zum Spott.
1652 begegnete George Fox Margaret Fell, die sich mit vielen Mitglieder ihrer Familie seiner Gemeinschaft anschloss. 1658 wurde sie Witwe, und 1669 heiratete er sie. Seine Frau war bedeutend wohlhabender als er. Damit ihm nicht wirtschaftliches Kalkül nachgesagt werden konnte, schloss er in einem Ehevertrag alle Erbansprüche aus. 1653 wurde George Fox in Carlisle eingesperrt. Ein Brief des Parlaments setzte ihn aber wieder auf freien Fuß. 1656 erreichte der Konflikt zwischen George Fox und James Nayler seinen Höhepunkt und führte zum Bruch zwischen beiden, bis zur Versöhnung durch die Bemühungen von William Dewsbury drei Jahre später, kurz vor dem Tod James Naylers.

### Gründung und Festigung einer Gemeinschaft
Bereits 1652 hatte Fox eine Vision auf dem Pendle Hill in Lancashire, dass er eine Menge von Menschen versammeln würde (englisch: great people to be gathered). In den Jahren 1664 bis 1666 verbüßte Fox eine Gefängnisstrafe in Lancaster und Scarborough. Trotz angeschlagener Gesundheit begann er nach seiner Entlassung, das Land zu durchreisen, um Monatsversammlungen zu gründen, die er für das Fortbestehen der Quäker für unerlässlich hielt.
1671 bis 1672 reiste er zu den karibischen Inseln und nach Nordamerika in die Dreizehn Kolonien. Mit William Penn (1644–1718) und George Keith (1638–1716) ging er 1677 nach Holland und Norddeutschland, wo sie die Quäker stärkten, die radikalen Pietisten beeinflussten und Mennoniten, Labadisten und andere christliche Splittergruppen für ihre Lehre zu gewinnen versuchten. Mit einer Gruppe von knapp zehn Personen besuchten sie Leer, Oldenburg, Delmenhorst, Bremen, Hamburg und Friedrichstadt. Danach kehrte er nach England zurück und widmete sich dem organisatorischen Aufbau der neuen, wachsenden Gemeinschaft der Quäker. Er starb 1691 in London, nachdem er noch die Sicherung des Bestandes seiner Gemeinde unter Wilhelm III. (Oranien) erlebt hatte. Sein Grab befindet sich auf den Bunhill Fields in London.

## Schriften

### Monographien
- The trumpet of the Lord sounded, and his sword drawn, and the separation made between the precious and the vile, ... scornfully called by the world Quakers, London 1654.
- The Woman learning in Silence: or, the Mysterie of the Womans Subjection to her Husband, Thomas Simonds, London 1656.
- A Declaration of The Ground of Error & Errors, Blasphemy, Blasphemers, and Blasphemies, London 1657, (Digitale Ausgabe in der Witchcraft Collection der Cornell University).
- Mit Margaret Fell: A Paper concerning such as are made Ministers by the will of man; and an exhortation to all sober minded people to come out from among them, M. W., London 1659.
- Old Simon the sorcerer who hath bewitched the whole city of Christendom and to all the cities he hath given out that himself is some great one to whom they have all given heed from the least to the greatest..., London 1663.
- Mit Margaret Fell: The Examination and Tryall of Margaret Fell and George Fox (at the severall Assizes held at Lancaster the 14th and 16th days of the First Moneth 1663. And the 29th of the 6th Moneth 1664.) For their Obedience to Christs Command who saith, Swear not at all. Also Something in Answear to Bishop Lancelot Andrews Sermon Concerning Swearing, London 1664.
- A testimony for all the masters of ships and seamen to read over, London 1677.

### The Journal
- The Journal of George Fox. A revised edition by John L. Nickalls. With an epilogue by Henry J. Cadbury and an introduction by Geoffrey F. Nuttall, University Press, Cambridge 1952, ISBN 0-900469-16-1.
  - Tagebuch – George Fox, übersetzt von Martha Röhn, Friedrich, Bad Pyrmont 1950 (Journal; die englische Ausgabe von John L. Nickalls sollte bei der Lektüre zu Rate gezogen werden).

## Gedenktage
- evangelisch: 14. Januar im Evangelischen Namenkalender[7]
- anglikanisch: 13. Januar[8]

## Glossar
Für die im Artikel verwendeten Fachbegriffe siehe auch Artikel „Glossar Quäkertum“.